# Paddy Torsney
Pour les articles homonymes, voir Torsney.
Patricia Ann "Paddy" Torsney, née le 19 décembre 1962 à Burlington, est une administratrice et femme politique canadienne de l'Ontario. Elle est députée fédérale libérale de la circonscription ontarienne de Burlington de 1993 à 2006.

## Biographie
Née à Burlington en Ontario, Paddy Torsney étudie à l'Université McGill de Montréal et obtient un baccalauréat en commerce en 1985. De 1985 à 1989, est travaille comme assistante spéciale au bureau du premier ministre ontarien David Peterson. Elle travaille ensuite comme consultante senior pour la firme Hill and Knowlton (en) de 1989 à 1993.

### Carrière politique
Élue facilement dans Burlington en 1993 comme députée à la Chambre des communes du Canada, elle est réélue en 1997 malgré les efforts des progressistes-conservateurs et de leur chef, Jean Charest, afin de ravir la circonscription. À nouveau réélue en 2000 et 2004, elle subit une défaite en 2006. Elle tente à nouveau sa chance en 2008, mais sans succès.
De 1998 à 2000, Torsney est secrétaire parlementaire du ministre de l'Environnement. En 2004, elle devient secrétaire parlementaire du ministre de la Coopération internationale.
Torsney occupe aussi un poste à l'Union interparlementaire et milite afin de d'abolir l'usage de mines terrestres. De plus, en 2002, elle préside un comité recommandant plusieurs changements dans les lois régissant les drogues, dont la décriminalisation de la possession de petite quantité de marijuana.
En 2007, le chef libéral, Stéphane Dion, la nomme secrétaire principal adjoint au bureau du chef de l'opposition. Elle démissionne de cette fonction en avril 2008.